# Steady Rollin
Steady Rollin es una banda de rock fundada en El Salvador en 2015 por Fernando Poma, Gerardo Pardo y Benjamín Andrade. Con un estilo influenciado por grupos clásicos como Led Zeppelin, The Rolling Stones, Cream y Rush, la banda hasta el momento ha publicado dos álbumes de estudio, Love & Loss (2017) y Stories (2022), y ha realizado giras en Centroamérica y Colombia. A finales de 2022 estrenó un nuevo sencillo, titulado «The Soldier».

## Historia

### Inicios yLove & Loss
La banda fue formada en 2015 en El Salvador por el cantante, guitarrista y empresario Fernando Poma, el bajista Gerardo Pardo y el baterista Benjamín Andrade, inspirados en el sonido de bandas de rock clásico como Led Zeppelin, Rush o The Rolling Stones. Según la revista Rolling Stone, «su formato power trío evoca la historia de Cream» y «apunta al legado de Led Zeppelin».
En 2017 publicaron su primer álbum de estudio, titulado Love & Loss y compuesto por diez canciones en inglés. Según Poma, las letras del álbum están inspiradas en experiencias personales. Un año después, Steady Rollin ganó el Premio del Público El Salvador 2018 en la gala de los Premios Estela en Guatemala. También en 2018, la banda estrenó su primer videoclip con la canción «You're Mystical», y el clip de su tema «¿Dónde te has metido?» fue galardonado en la categoría de mejor video en el programa de variedades Viva la mañana.
Luego de realizar presentaciones en vivo en El Salvador y en otros países de la región como Colombia, en 2019 la agrupación publicó los sencillos «To Burn in Your Fire» e «Impossible», que finalmente hicieron parte de su segundo álbum de estudio, titulado Stories.

### Storiesy actualidad
Publicado a comienzos de 2022, Stories está conformado por diez canciones, aunque en esta oportunidad la banda decidió incluir algunos temas en español. Al finalizar el confinamiento causado por la pandemia de COVID-19, la agrupación pudo retornar a los escenarios para presentar sencillos del disco que lograron popularidad como «This Craziness Inside of Me», «To Burn In Your Fire» y «Must I Die Alone».
A finales del mismo año, Steady Rollin publicó un nuevo sencillo titulado «The Soldier», reconocido en los Premios Música 503 como la mejor canción del año. Actualmente, los sencillos de la banda suman millones de reproducciones en las diferentes plataformas digitales como Spotify, Apple Music y YouTube, entre otras, de acuerdo con Rolling Stone.

## Miembros
- Fernando Poma - Voz y guitarra
- Gerardo Pardo - Bajo
- Benjamín Andrade - Batería

## Discografía

### Álbumes de estudio
| Año  | Título      | Discográfica  |
| ---- | ----------- | ------------- |
| 2017 | Love & Loss | Independiente |
| 2022 | Stories     | Independiente |

### Sencillos
| Año  | Título                        | Discográfica  |
| ---- | ----------------------------- | ------------- |
| 2017 | «When the Judgement Comes»    | Independiente |
| 2017 | «In The End I'm Back to Me»   | Independiente |
| 2017 | «You're Mystical»             | Independiente |
| 2018 | «¿Dónde te has metido?»       | Independiente |
| 2019 | «To Burn in Your Fire»        | Independiente |
| 2019 | «Impossible»                  | Independiente |
| 2021 | «Must I Die Alone»            | Independiente |
| 2021 | «This Craziness Inside of Me» | Independiente |
| 2021 | «Cause I Love You More»       | Independiente |
| 2022 | «The Soldier»                 | Independiente |